# Danh sách tiểu hành tinh: 19101–19200
| Tên                  | Tên đầu tiên | Ngày phát hiện       | Nơi phát hiện          | Người phát hiện                  |
| -------------------- | ------------ | -------------------- | ---------------------- | -------------------------------- |
| 19101 -              | 1981 EV6     | 6 tháng 3 năm 1981   | Siding Spring          | S. J. Bus                        |
| 19102 -              | 1981 EH8     | 1 tháng 3 năm 1981   | Siding Spring          | S. J. Bus                        |
| 19103 -              | 1981 ER11    | 7 tháng 3 năm 1981   | Siding Spring          | S. J. Bus                        |
| 19104 -              | 1981 EY13    | 1 tháng 3 năm 1981   | Siding Spring          | S. J. Bus                        |
| 19105 -              | 1981 EB15    | 1 tháng 3 năm 1981   | Siding Spring          | S. J. Bus                        |
| 19106 -              | 1981 EV15    | 1 tháng 3 năm 1981   | Siding Spring          | S. J. Bus                        |
| 19107 -              | 1981 EU19    | 2 tháng 3 năm 1981   | Siding Spring          | S. J. Bus                        |
| 19108 -              | 1981 EV21    | 2 tháng 3 năm 1981   | Siding Spring          | S. J. Bus                        |
| 19109 -              | 1981 EZ23    | 7 tháng 3 năm 1981   | Siding Spring          | S. J. Bus                        |
| 19110 -              | 1981 EF29    | 1 tháng 3 năm 1981   | Siding Spring          | S. J. Bus                        |
| 19111 -              | 1981 EM29    | 1 tháng 3 năm 1981   | Siding Spring          | S. J. Bus                        |
| 19112 -              | 1981 EN31    | 2 tháng 3 năm 1981   | Siding Spring          | S. J. Bus                        |
| 19113 -              | 1981 EB33    | 1 tháng 3 năm 1981   | Siding Spring          | S. J. Bus                        |
| 19114 -              | 1981 EP37    | 1 tháng 3 năm 1981   | Siding Spring          | S. J. Bus                        |
| 19115 -              | 1981 EM39    | 2 tháng 3 năm 1981   | Siding Spring          | S. J. Bus                        |
| 19116 -              | 1981 EZ40    | 2 tháng 3 năm 1981   | Siding Spring          | S. J. Bus                        |
| 19117 -              | 1981 EL41    | 2 tháng 3 năm 1981   | Siding Spring          | S. J. Bus                        |
| 19118 -              | 1981 SD2     | 16 tháng 9 năm 1981  | Anderson Mesa          | N. G. Thomas                     |
| 19119 Dimpna         | 1981 SG3     | 27 tháng 9 năm 1981  | Nauchnij               | L. G. Karachkina                 |
| 19120 Doronina       | 1983 PM1     | 6 tháng 8 năm 1983   | Nauchnij               | L. G. Karachkina                 |
| 19121                | 1985 CY1     | 12 tháng 2 năm 1985  | La Silla               | H. Debehogne                     |
| 19122 -              | 1985 VF1     | 7 tháng 11 năm 1985  | Anderson Mesa          | E. Bowell                        |
| 19123 -              | 1986 TP1     | 7 tháng 10 năm 1986  | Anderson Mesa          | E. Bowell                        |
| 19124 -              | 1986 TH3     | 4 tháng 10 năm 1986  | Kleť                   | A. Mrkos                         |
| 19125 -              | 1987 CH      | 2 tháng 2 năm 1987   | La Silla               | E. W. Elst                       |
| 19126 Ottohahn       | 1987 QW      | 22 tháng 8 năm 1987  | Tautenburg Observatory | F. Börngen                       |
| 19127 Olegefremov    | 1987 QH10    | 26 tháng 8 năm 1987  | Nauchnij               | L. G. Karachkina                 |
| 19128 -              | 1987 YR1     | 17 tháng 12 năm 1987 | La Silla               | E. W. Elst, G. Pizarro           |
| 19129 Loos           | 1988 AL1     | 10 tháng 1 năm 1988  | Kleť                   | A. Mrkos                         |
| 19130 Tytgat         | 1988 CG2     | 11 tháng 2 năm 1988  | La Silla               | E. W. Elst                       |
| 19131 -              | 1988 CY3     | 13 tháng 2 năm 1988  | La Silla               | E. W. Elst                       |
| 19132 Le Clézio      | 1988 CL4     | 13 tháng 2 năm 1988  | La Silla               | E. W. Elst                       |
| 19133 -              | 1988 PC2     | 7 tháng 8 năm 1988   | Kleť                   | Z. Vávrová                       |
| 19134                | 1988 TQ1     | 15 tháng 10 năm 1988 | Gekko                  | Y. Oshima                        |
| 19135 -              | 1988 XQ      | 3 tháng 12 năm 1988  | Kitami                 | K. Endate, K. Watanabe           |
| 19136 Strassmann     | 1989 AZ6     | 10 tháng 1 năm 1989  | Tautenburg Observatory | F. Börngen                       |
| 19137 Copiapó        | 1989 CP2     | 4 tháng 2 năm 1989   | La Silla               | E. W. Elst                       |
| 19138 -              | 1989 EJ1     | 10 tháng 3 năm 1989  | Toyota                 | K. Suzuki, T. Furuta             |
| 19139 Apian          | 1989 GJ8     | 6 tháng 4 năm 1989   | Tautenburg Observatory | F. Börngen                       |
| 19140 Jansmit        | 1989 RJ2     | 2 tháng 9 năm 1989   | Palomar                | C. S. Shoemaker, E. M. Shoemaker |
| 19141 -              | 1989 SB4     | 16 tháng 9 năm 1989  | La Silla               | E. W. Elst                       |
| 19142 -              | 1989 SU4     | 16 tháng 9 năm 1989  | La Silla               | E. W. Elst                       |
| 19143                | 1989 SA10    | 16 tháng 9 năm 1989  | La Silla               | H. Debehogne                     |
| 19144 -              | 1989 UP1     | 28 tháng 10 năm 1989 | Kani                   | Y. Mizuno, T. Furuta             |
| 19145 -              | 1989 YC      | 25 tháng 12 năm 1989 | Chions                 | J. M. Baur                       |
| 19146                | 1989 YY      | 30 tháng 12 năm 1989 | Siding Spring          | R. H. McNaught                   |
| 19147                | 1989 YV4     | 30 tháng 12 năm 1989 | Siding Spring          | R. H. McNaught                   |
| 19148 Alaska         | 1989 YA5     | 28 tháng 12 năm 1989 | Haute Provence         | E. W. Elst                       |
| 19149 Boccaccio      | 1990 EZ2     | 2 tháng 3 năm 1990   | La Silla               | E. W. Elst                       |
| 19150 -              | 1990 HY      | 26 tháng 4 năm 1990  | Palomar                | E. F. Helin                      |
| 19151                | 1990 KD1     | 20 tháng 5 năm 1990  | Siding Spring          | R. H. McNaught                   |
| 19152                | 1990 OB5     | 27 tháng 7 năm 1990  | Palomar                | H. E. Holt                       |
| 19153                | 1990 QB3     | 28 tháng 8 năm 1990  | Palomar                | H. E. Holt                       |
| 19154                | 1990 QX4     | 24 tháng 8 năm 1990  | Palomar                | H. E. Holt                       |
| 19155 Lifeson        | 1990 SX3     | 22 tháng 9 năm 1990  | Palomar                | B. Roman                         |
| 19156 -              | 1990 SE4     | 20 tháng 9 năm 1990  | Geisei                 | T. Seki                          |
| 19157 -              | 1990 SS6     | 22 tháng 9 năm 1990  | La Silla               | E. W. Elst                       |
| 19158 -              | 1990 SN7     | 22 tháng 9 năm 1990  | La Silla               | E. W. Elst                       |
| 19159 -              | 1990 TT      | 10 tháng 10 năm 1990 | Kitami                 | K. Endate, K. Watanabe           |
| 19160 -              | 1990 TC1     | 15 tháng 10 năm 1990 | Kitami                 | K. Endate, K. Watanabe           |
| 19161 -              | 1990 TQ1     | 15 tháng 10 năm 1990 | Geisei                 | T. Seki                          |
| 19162 Wambsganss     | 1990 TZ1     | 10 tháng 10 năm 1990 | Tautenburg Observatory | F. Börngen, L. D. Schmadel       |
| 19163 -              | 1990 WE5     | 16 tháng 11 năm 1990 | La Silla               | E. W. Elst                       |
| 19164 -              | 1991 AU1     | 12 tháng 1 năm 1991  | Palomar                | E. F. Helin                      |
| 19165 -              | 1991 CD      | 4 tháng 2 năm 1991   | Kitami                 | K. Endate, K. Watanabe           |
| 19166                | 1991 EY1     | 7 tháng 3 năm 1991   | La Silla               | H. Debehogne                     |
| 19167                | 1991 ED2     | 9 tháng 3 năm 1991   | La Silla               | H. Debehogne                     |
| 19168                | 1991 EO5     | 14 tháng 3 năm 1991  | La Silla               | H. Debehogne                     |
| 19169 -              | 1991 FD      | 17 tháng 3 năm 1991  | Palomar                | E. F. Helin                      |
| 19170                | 1991 FH      | 18 tháng 3 năm 1991  | Siding Spring          | R. H. McNaught                   |
| 19171 -              | 1991 FS      | 17 tháng 3 năm 1991  | Fujieda                | H. Shiozawa, M. Kizawa           |
| 19172                | 1991 FC4     | 22 tháng 3 năm 1991  | La Silla               | H. Debehogne                     |
| 19173 Virginiaterése | 1991 GE2     | 15 tháng 4 năm 1991  | Palomar                | C. S. Shoemaker, E. M. Shoemaker |
| 19174                | 1991 NS6     | 11 tháng 7 năm 1991  | La Silla               | H. Debehogne                     |
| 19175 -              | 1991 PP2     | 2 tháng 8 năm 1991   | La Silla               | E. W. Elst                       |
| 19176 -              | 1991 PK3     | 2 tháng 8 năm 1991   | La Silla               | E. W. Elst                       |
| 19177                | 1991 PJ11    | 9 tháng 8 năm 1991   | Palomar                | H. E. Holt                       |
| 19178 Walterbothe    | 1991 RV2     | 9 tháng 9 năm 1991   | Tautenburg Observatory | F. Börngen, L. D. Schmadel       |
| 19179                | 1991 RK8     | 12 tháng 9 năm 1991  | Palomar                | H. E. Holt                       |
| 19180                | 1991 RK16    | 15 tháng 9 năm 1991  | Palomar                | H. E. Holt                       |
| 19181                | 1991 SD1     | 30 tháng 9 năm 1991  | Siding Spring          | R. H. McNaught                   |
| 19182 Pitz           | 1991 TX2     | 7 tháng 10 năm 1991  | Tautenburg Observatory | F. Börngen, L. D. Schmadel       |
| 19183 Amati          | 1991 TB5     | 5 tháng 10 năm 1991  | Tautenburg Observatory | F. Börngen, L. D. Schmadel       |
| 19184 -              | 1991 TB6     | 6 tháng 10 năm 1991  | Kleť                   | A. Mrkos                         |
| 19185 Guarneri       | 1991 TL13    | 4 tháng 10 năm 1991  | Tautenburg Observatory | F. Börngen                       |
| 19186 -              | 1991 VY1     | 5 tháng 11 năm 1991  | Palomar                | E. F. Helin                      |
| 19187 -              | 1991 VU2     | 4 tháng 11 năm 1991  | Kiyosato               | S. Otomo                         |
| 19188 Dittebesard    | 1991 YT      | 30 tháng 12 năm 1991 | Haute Provence         | E. W. Elst                       |
| 19189 Stradivari     | 1991 YE1     | 28 tháng 12 năm 1991 | Tautenburg Observatory | F. Börngen                       |
| 19190 Morihiroshi    | 1992 AM1     | 10 tháng 1 năm 1992  | Okutama                | T. Hioki, S. Hayakawa            |
| 19191 -              | 1992 DT2     | 23 tháng 2 năm 1992  | Kitt Peak              | Spacewatch                       |
| 19192 -              | 1992 DY5     | 29 tháng 2 năm 1992  | La Silla               | UESAC                            |
| 19193 -              | 1992 DK6     | 29 tháng 2 năm 1992  | La Silla               | UESAC                            |
| 19194 -              | 1992 DG7     | 29 tháng 2 năm 1992  | La Silla               | UESAC                            |
| 19195 -              | 1992 DM7     | 29 tháng 2 năm 1992  | La Silla               | UESAC                            |
| 19196 -              | 1992 DQ7     | 29 tháng 2 năm 1992  | La Silla               | UESAC                            |
| 19197 -              | 1992 EO      | 6 tháng 3 năm 1992   | Geisei                 | T. Seki                          |
| 19198 -              | 1992 ED8     | 2 tháng 3 năm 1992   | La Silla               | UESAC                            |
| 19199 -              | 1992 FL3     | 26 tháng 3 năm 1992  | Kitt Peak              | Spacewatch                       |
| 19200 -              | 1992 GU2     | 4 tháng 4 năm 1992   | La Silla               | E. W. Elst                       |